# Gewaram
Gewaram (hebr. גברעם; w oficjalnej pisowni ang. Gevar'am) – kibuc położony w Samorządzie Regionu Chof Aszkelon, w Dystrykcie Południowym, w Izraelu. Członek Ruchu Kibuców (Ha-Tenu’a ha-Kibbucit).

## Położenie
Leży w północno-zachodniej części pustyni Negew, w otoczeniu moszawów Mawki’im, Ge’a, Talme Jafe i Chelec, kibuców Beror Chajil, Or ha-Ner, Erez i Jad Mordechaj.

## Historia
Kibuc został założony w 1942 przez żydowskich imigrantów z Europy.
Podczas I wojny izraelsko-arabskiej wojska egipskie rozpoczęły swoje natarcie na Izrael 15 maja 1948 od ostrzału artyleryjskiego przygranicznych osiedli żydowskich, w tym kibucu Gewaram. Wczesnym rankiem 24 maja do kibucu wycofali się obrońcy  pobliskiego kibucu Jad Mordechaj. W następnym okresie izraelskie oddziały toczyły ciężkie walki w obronie konwojów zmierzających do Gewaram z zaopatrzeniem.

## Kultura i sport
W kibucu znajduje się ośrodek kultury i sportu, przy którym jest boisko do piłki nożnej, korty tenisowe oraz basen kąpielowy.

## Gospodarka
Gospodarka kibucu opiera się na intensywnym rolnictwie i hodowli zwierząt.
Tutejsze zakłady Gevaram Quality Envelopes Ltd. produkują różnorodne koperty.

## Komunikacja
Z kibucu w kierunku zachodnim wychodzi lokalna droga, która prowadzi do drogi ekspresowej nr 4 (Erez-Kefar Rosz ha-Nikra).